# 忘れられた日本人
『忘れられた日本人』（わすれられたにほんじん）は、宮本常一の著作で、1960年7月に未來社で初刊。宮本の代表作と見なされている。
収録された文章は、1958年10月に創刊された未來社の月刊誌『民話』に「年よりたち」という題で1958年12月から1960年6月まで隔月で10回連載されたものが大部分を占める。
宮本の回想記『民俗学の旅』（文藝春秋、1978年）によれば、1950年代に宮本は「項目や語彙を中心にして民俗を採集するというような」民俗学のありかたに疑問を感じていた。「それよりも一人一人の人の体験を聞き、そしてその人の生活を支えたものは何であっただろうか」という点を重視する、宮本なりの回答がこの『忘れられた日本人』だった。

## 書誌情報
- 1960年7月、未來社
- 1971年4月、『宮本常一著作集』第10巻「忘れられた日本人」未來社、ISBN 978-4624924102
- 1984年5月、岩波文庫（網野善彦解説）、ISBN 978-4003316412
- 1995年2月、ワイド版岩波文庫、ISBN 978-4000071604

## 取材時期
- 取材時期が最も古いのは、1927年に逝去した「私の祖父」である。取材舞台は宮本の故郷である山口県周防大島。
- 1930年に逝去した外祖父を描く「世間師 (1)」がそれに次ぐ。
- 宮本は大阪在住時代の1936年に、河内で「世間師 (2)」を取材。
- 1939年に宮本は小学校教師をやめて渋沢敬三のアチック・ミューゼアム（のち日本常民文化研究所）研究員になった。以後10年余、旅の生活を続け、この時期に多くを取材した。
- 本書で最も後年の取材は、1956年の「名倉談義」である。

## 初出雑誌『民話』
発表の場となったこの雑誌について、宮本没後に調査取材した木村哲也が、吉沢和夫の証言を紹介している。

## 内容

### 対馬にて
初出は1959年2月『民話』5号。対馬への取材は1950年と1951年7月の8学会共同調査。
1 寄りあい
村の古文書を貸してもらえないかと宮本が頼んだが、その可否を寄り合いで決めるのに1日かかった。
2 民謡
迷うかもしれない道を歩くときには歌を歌うのがよいと教わったことなど。

### 村の寄りあい
初出は1959年6月『民話』9号。舞台は東西日本。
年齢階梯制は西日本に濃い。一定年齢に達すると老人たちは隠居する。一方東日本では老人が年をとるまで家の実権を握る。    

### 名倉談義
書き下ろしの章で。取材は1956年11月、舞台は愛知県北設楽郡。
古老による座談会。明治の中頃はどの百姓家でもたいてい二年分ずつ食うもののたくわえを持ち、古いほうから食べた。そうしないと飢饉年がしのげなかった。道ができ荷車が来ると村が変わった。

### 子供をさがす
初出は1960年1月『教師生活』。舞台は故郷の周防大島。    
子供がいなくなった。もしものことがあってはならぬと、村民は手分けして探す。

### 女の世間
1・2の初出は1959年10月『民話』13号。3は1959年8月17日『読書新聞』。舞台は故郷の周防大島。
田植えの時は男より女が偉かった。田植え時などの女たちのエロばなしは、女たちが幸福であることを意味している。

### 土佐源氏
初出は1959年8月『民話』11号。同年11月の『日本残酷物語』に増補収録。取材は1941年2月土佐・檮原。
盲目の乞食の一人がたり。若いときは牛追いをした。20の年に親方が死んだ後は得意先と後家をもらった。女房は大事にせにゃいけん。女だけはいたわってあげなされ。

### 土佐寺川夜話
取材は1941年2月と12月。原稿は1950年頃書いていたが、まだ発表の機会がなかった。
土佐寺川は伊予との国境の盗伐監視場所だった。明治35年にはじめて牛が来た。牛を見た老婆が「この馬は角がある」と言った。よい役人もいたが、悪い役人を村人で殺した事もあった。    

### 梶田富五郎翁
初出は1959年4月『民話』7号。取材は1950年7月の対馬訪問。
梶田富五郎の故郷は筆者と同じ周防大島。両親が死んでみなしごとなり、「メシモライ」として乗せられた船で対馬へ来て、村を作った。 

### 私の祖父
初出は1958年12月『民話』3号。本編が『民話』連載の第1話。舞台は筆者の故郷周防大島。  
祖父宮本市五郎は平凡な人であった。よく働いたが財産はできなかった。どんな生きものにも魂はあるのだから大事にしなければならぬというのが信条であった。    

### 世間師 (1)
初出は1959年12月『民話』15号。周防大島の増田市太郎（本名は升田仁太郎。宮本の母方の祖父。1930年逝去。）
最初木こりになったがつまらんので20歳すぎに大工になった。西南戦争の後、熊本の復興に出稼ぎに入った。女房がいるのに熊本で入り婿になった。家から人が来てつれ戻された。長男は日露戦争へ行って戦死した。

### 世間師 (2)
初出は1960年2月『民話』16号。河内滝畑の左近熊太への取材は1936年2-12月。1937年に『河内国滝畑左近熊太翁旧事談』としても発表。
西南戦争に行って爆発で大火傷した。地租改正の時に野山が官有林になっていた。字をならい、そのおかげで法律もわかり、官有林の払い下げに役立った。字を知っている者だけがもうけた。56歳から旅をした。やっと世間のことがわかるようになったときにはもう70になっていた。    

### 文字をもつ伝承者 (1)
初出は1960年4月『民話』19号。島根県田所村の田中梅治への取材は1939年11月。宮本がアチック・ミューゼアムに入って最初の旅。 
文字を解する者はいつも広い世間と自分の村を対比して物を見ようとする。 田中翁は産業組合、耕地整理などで村を富ませた。今まで見ききした事を思いつくままに書き残す事を宮本が薦めたが、翁はぽっくり死んだ。

### 文字をもつ伝承者 (2)
初出は1960年6月『民話』21号。 福島県平市（現・いわき市）の高木誠一への取材は1940年12月。
高木はどうしたら増産でき、百姓の生活が安楽になれるかを真剣に考えた。馬は戦争に徴発されるので牛を導入した。民間のすぐれた伝承者が文字をもってくると、生活をよりよくしようという努力が、人一倍つよくなる。
こういう人を中軸に村は前進していった。

## 関連文献
- 網野善彦『『忘れられた日本人』を読む』岩波書店〈岩波セミナーブックス〉、2003年
  - 新版『宮本常一『忘れられた日本人』を読む』岩波現代文庫、2013年
- 木村哲也『『忘れられた日本人』の舞台を旅する　宮本常一の軌跡』河出書房新社、2006年
  - 改訂版『宮本常一を旅する』河出書房新社、2018年／河出文庫（上記の表題で再刊、赤坂憲雄解説）、2024年7月
- 岩田重則『日本人のわすれもの　宮本常一『忘れられた日本人』を読み直す』「いま読む！名著」現代書館、2014年
- 若林恵・畑中章宏『『忘れられた日本人』をひらく　宮本常一と「世間」のデモクラシー』黒鳥社、2023年12月。対話集、選書判
- 畑中章宏『宮本常一「忘れられた日本人」 』（NHKテキスト『100分de名著』、2024年6月放送）、NHK出版、2024年5月